# Vranovské jilmy
Vranovské jilmy je dvojice památných stromů, jilmů horských (Ulmus glabra) ve Vranově, části obce Mnichov v okrese Domažlice. Stromy rostou na severním okraji vesnice u silnice na Pivoň.
Mimořádně vzrostlé stromy byly vysazené jako doplněk drobné staré sakrální památky, křížku u silnice. Dvojice jilmů je krajinnou dominantou v místě dalekého rozhledu.
Koruny stromu sahají do výšky 24 a 26 m, obvody kmenů měří 355 a 362 cm (měření 2009). Stáří stromů bylo v době jejich vyhlášení odhadováno na 150 let.
Jilmy jsou chráněné od roku 2009 jako krajinná dominanta a stromy výrazné vzrůstem.

## Stromy v okolí
- Vranovské jasany
- Pivoňské lípy I.
- Pivoňské lípy II.